# Lorne (Nuevo Brunswick)
Lorne es una parroquia canadiense situada en la provincia de Nuevo Brunswick.

## Superficie
Lorne tiene una superficie de 1632,21 km².

## Demografía
En 2021, tenía 313 habitantes, una densidad poblacional de 0,2 hab./km², y 337 viviendas.